# Australische Frauen-Cricket-Nationalmannschaft in Indien in der Saison 2025/26
Die Tour der australischen Frauen-Cricket-Nationalmannschaft in Indien in der Saison 2025/26 findet vom 14. bis zum 20. September 2025 statt. Die internationale Cricket-Tour ist Bestandteil der Internationalen Cricket-Saison 2025/26 und umfasst drei WODIs.

## Vorgeschichte
Für beide Mannschaften ist es die erste Tour der Saison und findet als Vorbereitung für den Women’s Cricket World Cup 2025. Das letzte Aufeinandertreffen für beide Mannschaften bei einer bilateralen Tour fand in der Saison 2024/25 in Australien statt.

## Stadien
Die folgenden Stadien wurden für die Tour ausgewählt und am 29. Mai 2025 bekanntgegeben.
| Stadion                                                 | Stadt     | Kapazität | Spiele       |
| ------------------------------------------------------- | --------- | --------- | ------------ |
| Arun Jaitley Cricket Stadium                            | Delhi     | 48.000    | 3. WODI      |
| Maharaja Yadavindra Singh International Cricket Stadium | Mullanpur | 38.000    | 1. & 2. WODI |

## Kaderlisten
| WODI   | WODI       |
| Indien | Australien |
| ------ | ---------- |
|        |            |

## Women’s One-Day Internationals

### Erstes WODI in Mullanpur
| 14. September Scorecard | Mullanpur | Indien | – | Australien |
|                         |           |        |   |            |

### Zweites WODI in Mullanpur
| 17. September Scorecard | Mullanpur | Indien | – | Australien |
|                         |           |        |   |            |

### Drittes WODI in Delhi
| 20. September Scorecard | Delhi | Indien | – | Australien |
|                         |       |        |   |            |

## Auszeichnungen

### Player of the Series
Als Player of the Series wurde die folgende Spielerin ausgezeichnet.
| Serie | Player of the Series |
| ----- | -------------------- |
| WODI  |                      |

### Player of the Match
Als Player of the Match wurden die folgenden Spielerinnen ausgezeichnet.
| Spiel   | Player of the Match |
| ------- | ------------------- |
| 1. WODI |                     |
| 2. WODI |                     |
| 3. WODI |                     |